# Christian Vilches
Christian Alberto Vilches González, genannt Christian Vilches (* 13. Juli 1983 in Santiago de Chile), ist ein ehemaliger chilenischer Fußballspieler. Der Rechtsfuß spielt vorwiegend in der Innenverteidigung.

## Karriere
Vilches ist ein Spieler, welcher seine Laufbahn beim Maipo Quilicura aus Buin begann. Er spielte für verschiedene namhafte Klubs in Chile. Die meisten Spiele bestritt er für den CSD Colo-Colo. Mit diesem konnte er in der Saison 2013/14 die Herbstmeisterschaft (Clausura) gewinnen. Danach ging er 2015 nach Brasilien zum Athletico Paranaense. Im Juni 2016 ging Vilches zurück nach Chile, wo er sich dem CF Universidad de Chile anschloss.
Im Januar 2019 wechselte Vilches zum Unión La Calera. Nach drei Jahren verließ der Spieler den Klub, um ab Januar 2023 bei CD Magallanes eine neue Herausforderung anzunehmen. Beim Gewinn des Supercup noch im selben Monat, saß er auf der Reservebank, kam aber zu keinem Einsatz.

## Erfolge
Colo-Colo
- Chile-Meister Clausura: 2013/14

Universidad
- Primera División (Chile): Clausura 2017

Magallanes
- Chilenischer Fußball-Supercup: 2023